# Chrysocerca timorina
Chrysocerca timorina là một loài côn trùng trong họ Chrysopidae thuộc bộ Neuroptera. Loài này được Handschin miêu tả năm 1935.